# Eri Kamei
Eri Kamei (亀井 絵里 en kanji, Kamei Eri), cantant japonesa a la banda de J-POP (pop japonès) Morning Musume, va néixer el 23 de desembre de 1988 a Tokio, Japó.

## Perfil
- Nom: Eri Kamei
- Nickname: Eririn, Kame-chan, Erippe...
- Grups: Morning Musume, Sakura Gumi
- Data de naixement: 23/12/88

## Història
Eri Kamei va entrar a formar part de Morning Musume a la sisena generació, amb Miki Fujimoto, Reina Tanaka i Sayumi Michisige.
En un principi, quan es va anunciar l'entrada de la solista Miki al grup, les aspirants a la sisena generació van veure que el seu somni queia i es pensaren que ja no podrien entrar, però no va ser així. Tot i que Tsunku, en un principi, només en volia agafar una de les tres, al final van accedir-hi totes.
El seu primer single amb les Morning Musume va ser Shabondama, el qual va tenir un gran èxit.
Actualment Eri és una de les veus de suport del grup. Ella, JunJun i LinLin són les úniques que encara no han estat col·locades a cap subgrup.
L'any 2004, Eri va participar en el Hello! Project All Stars.